# Hylemera teleutaea
Hylemera teleutaea är en fjärilsart som beskrevs av Louis Beethoven Prout 1925. Hylemera teleutaea ingår i släktet Hylemera och familjen mätare. Inga underarter finns listade i Catalogue of Life.